# میتچلدین
longitudeمیتچلدینlatitudeمیتچلدین
میتچلدین (به انگلیسی: Mitcheldean) یک شهرک در بریتانیا است که در جنوب غربی انگلستان واقع شده‌است.

## خصوصیات
میتچلدین ۲٬۷۸۳ نفر جمعیت دارد.